# M45 (ミサイル)
M45はフランス海軍が運用している潜水艦発射弾道ミサイル(MSBS)。ル・トリオンファン級原子力潜水艦などに配備されている。

## 概要

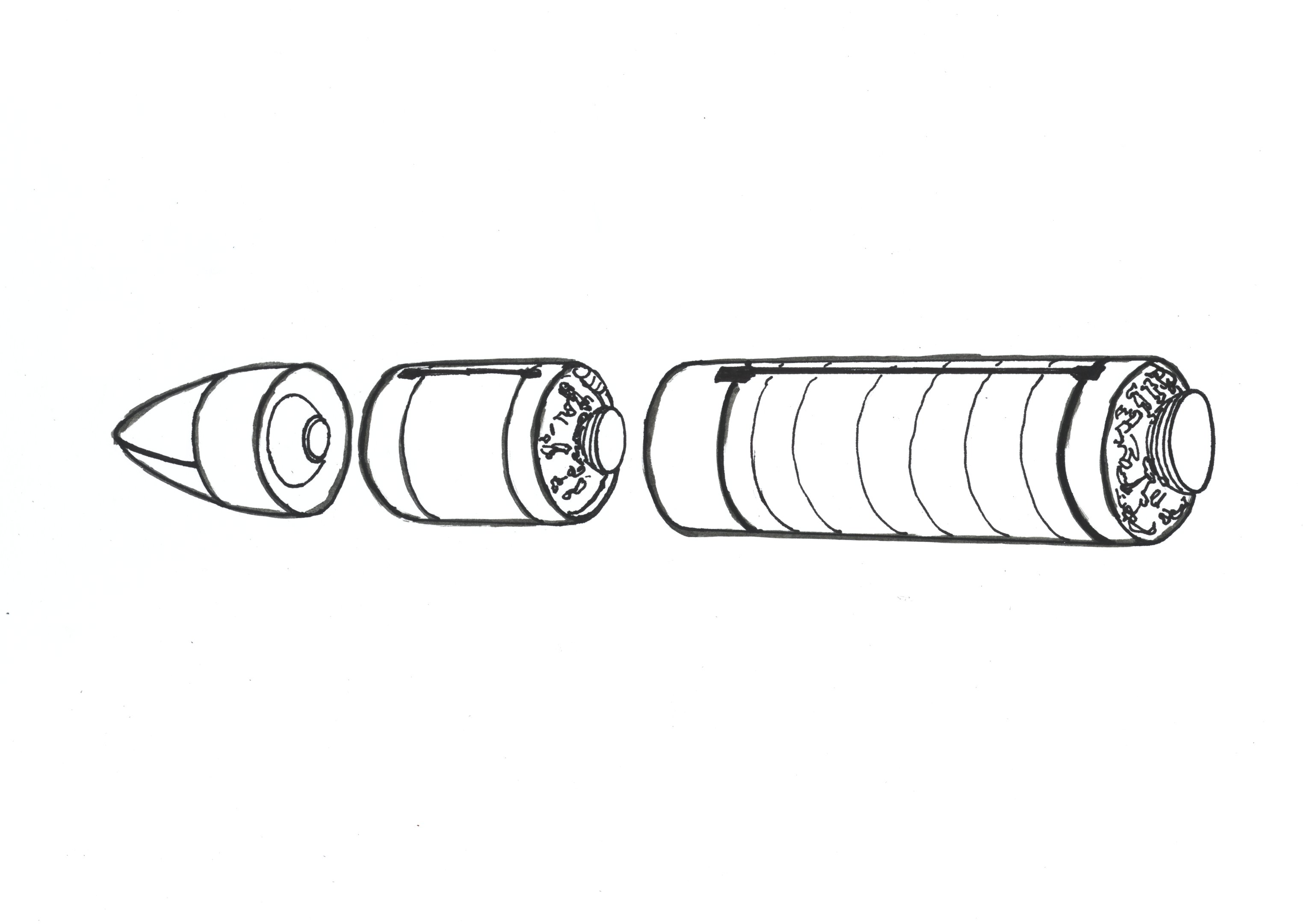
M-45

他の核ミサイルとの比較: 左がSNLE (ルドゥタブル 級)とM4ミサイル; 右がSNLE-NG (トリオロファン 級)と以前のM45ミサイルと現在のM51ミサイル

フランスは、独自に核戦力の整備を行っており、その一環として、1970年代より潜水艦発射弾道ミサイルを配備してきている。M45ミサイルはM4の発展型としてアエロスパシアルによって開発された。
射程は6,000kmとM4より向上し、核弾頭もTN 70ないしTN 71からTN 75へと更新された。弾頭は6発のMIRVとなっている。半数必中界は350mとされる。1997年より配備が開始され、ル・ルドゥタブル級原子力潜水艦及びル・トリオンファン級へ搭載されている。両級とも16基の搭載が可能。1999年までに生産は終了した。
2010年より、後継のMSBS M51ミサイルへの更新が始められている。